# Northampton (Australie)
Pour les articles homonymes, voir Northampton (homonymie).
Northampton (813 habitants) est un village d'Australie-Occidentale qui se situe à 52 kilomètres au nord de Geraldton et à 480 km au nord de Perth la capitale de l'État.
La ville est le centre administratif du comté de Northampton
Il s'agit d'une ville ancienne, historique d'Australie-Occidentale située sur la North West Coastal Highway. Anciennement dénommée Gwalla après la découverte d'une mine de cuivre, la ville fut créée par un ancien bagnard: Joseph Horrocks.
La ville est célèbre par les couleurs des fleurs sauvages qui l'entourent et par les peintures rupestres aborigènes autour de la Bowes River qui montrent que la région était habitée très longtemps avant l'arrivée des européens.
On découvrit du minerai de cuivre et de plomb dans les années 1840 et en 1877 la production annuelle était de 4 000 tonnes par an. Il fallut finalement construire une voie de chemin de fer car le transport routier jusqu'à Port Gregory était trop difficile. La première ligne de chemin de fer de l'État reliait Geraldton à Ajana en passant par Northampton. La ligne fut fermée définitivement le 29 avril 1957.